# Luštica
 Ovo je glavno značenje pojma Luštica. Za naselje na istoimenom poluotoku pogledajte Luštica (Herceg-Novi, Crna Gora).
Luštica je poluotok u Bokokotorskom zaljevu (Crna Gora). Smješten je na samom ulazu u zaljev, nasuprot poluotoku Prevlaka (Hrvatska).   
Poluotok je dug 13 kilometara, a površina mu je 47 km2. Duljina obale, izuzetno razvedene, s mnogo malih draga i rtova, iznosi skoro 35 km. Najveći vrh je Obosnik (586 m).
U povijesnim vrelima Luštica se spominje od trinaestog stoljeća, a o bogatoj prošlosti svjedoče brojni sakralni objekti.
Poluotok je slabo naseljen, na što je sigurno utjecala i činjenica da su veliki kompleksi zemljišta bili u vlasništvu vojske. Nekih 400 stalnih stanovnika raspoređeno je u desetak ruralnih naselja (Rose, Zembelići, Mitrovići, Mrkovi, Mardari, Zabrđe, Klinci, Begovići, Radovanići, Krašići, Marovići, Eraci, Tići).
Administrativno je podijeljen između općina Herceg Novi i Tivat. Na poluotoku se nalazi i lučica Kakrc.